# I Believe in You and Me
"I Believe in You and Me" là một bản ballad do Sandy Linzer và David Wolfert sáng tác năm 1982, và được ghi âm và phát hành đầu tiên bởi nhóm nhạc R&B The Four Tops năm 1983 (mặc dù thực chất đây là một bản solo của giọng ca chính Levi Stubbs). Dù không thành công trong việc chinh phục top 40 ở Mỹ, nó cũng đạt được những thành công tương đối trên bảng xếp hạng R&B ở đây, khi đạt vị trí thứ 40.
Năm 1996, Whitney Houston ghi âm lại bài hát cho bộ phim của cô The Preacher's Wife và phát hành làm đĩa đơn. Sau đó, phiên bản này đã gặt hái nhiều thành công khi lọt vào top 5 bảng xếp hạng pop lẫn R&B ở Mỹ, và được biết đến như là một bài hát Whitney Houston. Mặc dù vậy, trong một bài phỏng vấn vào năm 2001, đồng tác giả David Wolfert cho rằng "Không ai có thể hát nó như Levi từng làm".

## Xếp hạng
| Bảng xếp hạng (1983)             | Vị trí cao nhất |
| -------------------------------- | --------------- |
| US Hot Black Singles (Billboard) | 40              |

## Phiên bản của Whitney Houston
Năm 1996, ca sĩ nhạc Pop và R&B Whitney Houston đã hát lại "I Believe in You and Me" cho album nhạc phim The Preacher's Wife, với sự tham gia sản xuất của Mervyn Warren và Houston cho phiên bản trên phim và David Foster cho phiên bản đĩa đơn. Nó đã giúp cô nhận một đề cử giải Grammy cho Trình diễn giọng R&B nữ xuất sắc nhất vào năm 1998.
Bài hát nhận được những phản ứng tích cực từ các nhà phê bình âm nhạc, trong đó họ so sánh nó với một bản hit lại rất thành công trước đó của cô "I Will Always Love You". Houston đã trình diễn "I Believe in You and Me" trong nhiều chương trình và lễ trao giải như: Saturday Night Live, Chương trình xổ số quốc gia của Anh quốc, giải thưởng Âm nhạc Thế giới...bên cạnh nhiều chuyến lưu diễn lớn trong sự nghiệp của cô.

### Xếp hạng

#### Xếp hạng tuần
| Bảng xếp hạng (1997)                     | Vị trí cao nhất |
| ---------------------------------------- | --------------- |
| Canada (RPM Top 100 Singles)             | 59              |
| Hà Lan (Single Top 100)                  | 74              |
| Đức (GfK)                                | 98              |
| Thụy Điển (Sverigetopplistan)            | 46              |
| Anh Quốc (OCC)                           | 16              |
| Hoa Kỳ Billboard Hot 100                 | 4               |
| Hoa Kỳ Hot R&B/Hip-Hop Songs (Billboard) | 4               |
| Hoa Kỳ Adult Contemporary (Billboard)    | 2               |

#### Xếp hạng cuối năm
| Bảng xếp hạng (1997)               | Vị trí |
| ---------------------------------- | ------ |
| Canadian Adult Contemporary Tracks | 29     |
| US Billboard Hot 100               | 33     |
| US Adult Contemporary Singles      | 11     |
| US R&B Singles                     | 29     |
| US Soundtrack Singles              | 5      |

#### Chứng nhận
| Quốc gia                                                                           | Chứng nhận | Số đơn vị/doanh số chứng nhận |
| ---------------------------------------------------------------------------------- | ---------- | ----------------------------- |
| Hoa Kỳ (RIAA)                                                                      | Bạch kim   | 0^                            |
| * Chứng nhận dựa theo doanh số tiêu thụ. ^ Chứng nhận dựa theo doanh số nhập hàng. |            |                               |